# Sydafrika i olympiska sommarspelen 1908
Sydafrika deltog med 14 deltagare vid de olympiska sommarspelen 1908 i London. Totalt vann de en guldmedalj och en silvermedalj.

## Medaljer

### Guld
- Reggie Walker - Friidrott, 100 meter.

### Silver
- Charles Hefferon - Friidrott, maraton.